# A Number
A Number  es una obra de teatro del año 2002 escrita por la escritora británica Caryl Churchill. 
El tema central de la obra se basa en la identidad y clonación humana, especialmente en la nature vs. nurture (innato versus adquirido). La historia, situada en el tiempo en un futuro próximo, está estructurada alrededor del conflicto entre un padre (Salter) y sus hijos (Bernard 1, Bernard 2 y Michael Black).

## Información contextual
A Number es una obra de teatro original, estrenada en 2002 en el Royal Court Theatre of London.
La obra fue escrita durante el debate público sobre la ética de clonar; la clonación de la Oveja Dolly, la creación de embriones humanos en Advanced Cell Technology, y la clonación de un gatito, que dio aumento a controversia respecto de clonación humana posible.

## Personajes de la obra
- Salter: Un hombre de 60 años, viudo y con un hijo biológico llamado Bernard (B1).
- Bernard (B2): Su hijo, de treinta y cinco años, clon pretendido de su primer hijo, hecho para reemplazar su hijo original, Bernard 1.
- Bernard (B1): Su hijo, de 40 años. Hijo original de Salter.
- Michael Black: Su hijo, de treinta y cinco. Un clon no autorizado de B1. Casado con tres niños, y es un profesor de matemáticas.

## Producciones - Escenificaciones

### Producción original
La obra se estrenó por primera vez en el Royal Court Theatre en Londres, el 23 de septiembre de 2002. La producción estuvo dirigida por Stephen Daldry, con un diseño de Ian MacNeil con el reparto siguiente:
- Salter – interpretado por el actor Michael Gambon
- Bernard 1, Bernard 2, y Michael Black - interpretado por el actor Daniel Craig

La escenografía fue diseñada por Rick Fisher y Ian Dickinson fue el diseñador de sonido. 

### Resurgimientos
La obra fue recreada en el estudio Crucible Theatre en octubre de 2006 protagonizada por padre e hijo, Timothy West y Samuel West. Esta producción más tarde fue presentada en The Chocolate Factory en 2010 y en el Fugard Theatre de Ciudad del Cabo en 2011.
La obra también fue recreada en el The Nuffield Theatre (Southampton) en febrero de 2014, protagonizada por John y Lex Shrapnel.  Más tarde llevarían la obra al Young Vic Teatro en junio del año 2015.

### Estreno en EE.UU.
En 2004, la obra hizo su debut americano en el New York Theatre Workshop en una producción que protagoniza Sam Shepard y Dallas Roberts.

### Estreno en Los Ángeles, California.
En febrero/marzo del año 2009, la obra hizo su debut de la mano de la Compañía de Teatro Rude Guerrilla en una producción dirigida por Scott Barbero, protagonizando Vince Campbell y Mark Coyan.

## Adaptaciones
A Number fue adaptada por Caryl Churchill para televisión, en un coproducción entre la BBC y HBO Films. Protagonizada por Rhys Ifans y Tom Wilkinson, fue retransmitida por la BBC Two el 10 de septiembre del año 2008.